# Kanaljer i knipa
Kanaljer i knipa (originaltitel: Jitterbugs) är en amerikansk komedifilm med Helan och Halvan från 1943 regisserad av Malcolm St. Clair.

## Handling
Helan och Halvan får bensinstopp på en väg. De får hjälp av en bedragare som anlitar de som musiker i ett band på en karneval. Väl där träffar de sångerskan Susan Cowan vars mamma blivit lurad av en annan bedragare. Helan och Halvan beslutar sig för att hjälpa familjen genom att klä ut sig.

## Om filmen
När filmen hade Sverigepremiär gick den under titeln Jitterbugs i knipa. En alternativ titel till filmen är Kanaljer i knipa.
Filmen anses vara den bästa filmen som duon gjorde för Twentieth Century Fox.
Filmen finns utgiven på DVD och Blu-ray.

## Rollista (i urval)
- Stan Laurel – Stan (Halvan)
- Oliver Hardy – Ollie (Helan)
- Vivian Blaine – Susan Cowan
- Bob Bailey – Chester Wright
- Douglas Fowley – Malcolm Bennett
- Noel Madison – Tony Queen
- Lee Patrick – Dorcas
- Robert Emmett Keane – Henry Corcoran
- Charles Halton – Samuel J. Cass
- Jimmy Conlin – utropare
- Chet Brandenburg – karnevalarbetare[5]